# Miyana buruensis
Miyana buruensis är en fjärilsart som beskrevs av Rothschild 1899. Miyana buruensis ingår i släktet Miyana och familjen praktfjärilar. Inga underarter finns listade i Catalogue of Life.